# Història del País Valencià

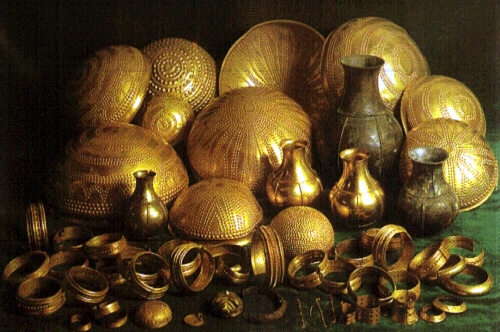
Tresor de Villena, la major troballa àuria de la prehistòria a la península Ibèrica i la segona major de tot Europa

Els primers pobladors eren neandertals i hi visqueren fa 40.000 anys. Eren caçadors i potser, recol·lectors. S'han trobat deixalles a la cova Negra (Xàtiva), les coves del Salt (Alcoi) i del Cochino (Villena). Dels antics pobladors de fa 20.000 anys, en tenim notícies per treballs d'os i banya i pintures rupestres; el jaciment més important d'aqueixa època és la cova del Parpalló (Barx).

## Prehistòria

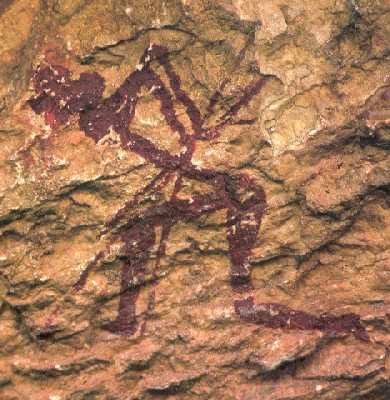
Pintura rupestre del barranc de la Valltorta, l'Alt Maestrat

La prehistòria al País Valencià fa referència al període que comprèn des del Paleolític (a l'entorn del 350000 aC), amb l'aparició dels primers pobladors, fins a l'ocupació dels pobles colonitzadors (grecs, fenicis i cartaginesos; al voltant del 500 aC), en l'actual territori del País Valencià.
Al voltant de l'any 350000 aC, es documenta la presència dels primers pobladors a l'actual territori del País Valencià, en la cova de Bolomor. Sobre el 50000 aC els neandertals van ocupar la regió, portant una vida completament nòmada. La cova Negra representa bé aquest període. A l'entorn del 30000 aC, els neandertals es van extingir, i la regió llevantina fou un dels últims territoris que van ocupar, donant pas a l'ésser humà anatòmicament modern. Aquest canvi va suposar una millora en l'economia i en la tecnologia emprada, i l'art va fer les seues primeres aparicions. Al contrari que en altres regions de la península Ibèrica, com en la cornisa Cantàbrica, on l'art parietal va ser predominant, en el territori valencià l'art paleolític més comú va ser l'art moble, i n'és la cova del Parpalló un referent a nivell mundial.
Amb l'arribada de l'agricultura i la ramaderia, va començar el Neolític (5500 aC aprox.), i fou el País Valencià un dels seus primers testimonis. Es va introduir la ceràmica; en destaca la ceràmica cardial a la Mediterrània, i es van poblar assentaments importants com la cova de l'Or o el mas d'Is. També l'art rupestre es troba ben representat, i és abundant en regions com la Valltorta o el pla de Petracos, aquest últim Patrimoni de la Humanitat.
Amb l'inici de l'edat dels metalls, el nombre d'assentaments en el territori va augmentar, i van sorgir les coves d'enterrament. Amb l'inici de l'edat del bronze (al voltant del 2000 aC), es va diferenciar una cultura anomenada bronze valencià, independent de la cultura argàrica provinent del sud de la península, encara que a les comarques del sud del territori valencià en va prendre influències d'ambdues. Encara que escassa, va sorgir la metal·lúrgia, i és el seu major exponent el tresor de Villena, el segon conjunt d'orfebreria més gran d'Europa. Els assentaments presentaven amurallaments, i estaven situats en zones de difícil accés. Alguns assentaments importants són els poblats de Cabezo Redondo o muntanya Assolada.
A l'acabament de l'edat del bronze, els assentaments van començar a despoblar-se progressivament, encara que molts en van ressorgir en l'edat del ferro, període en què els ibers i les cultures preromanes es van desenvolupar en el territori.

## Edat antiga

### Època ibèrica

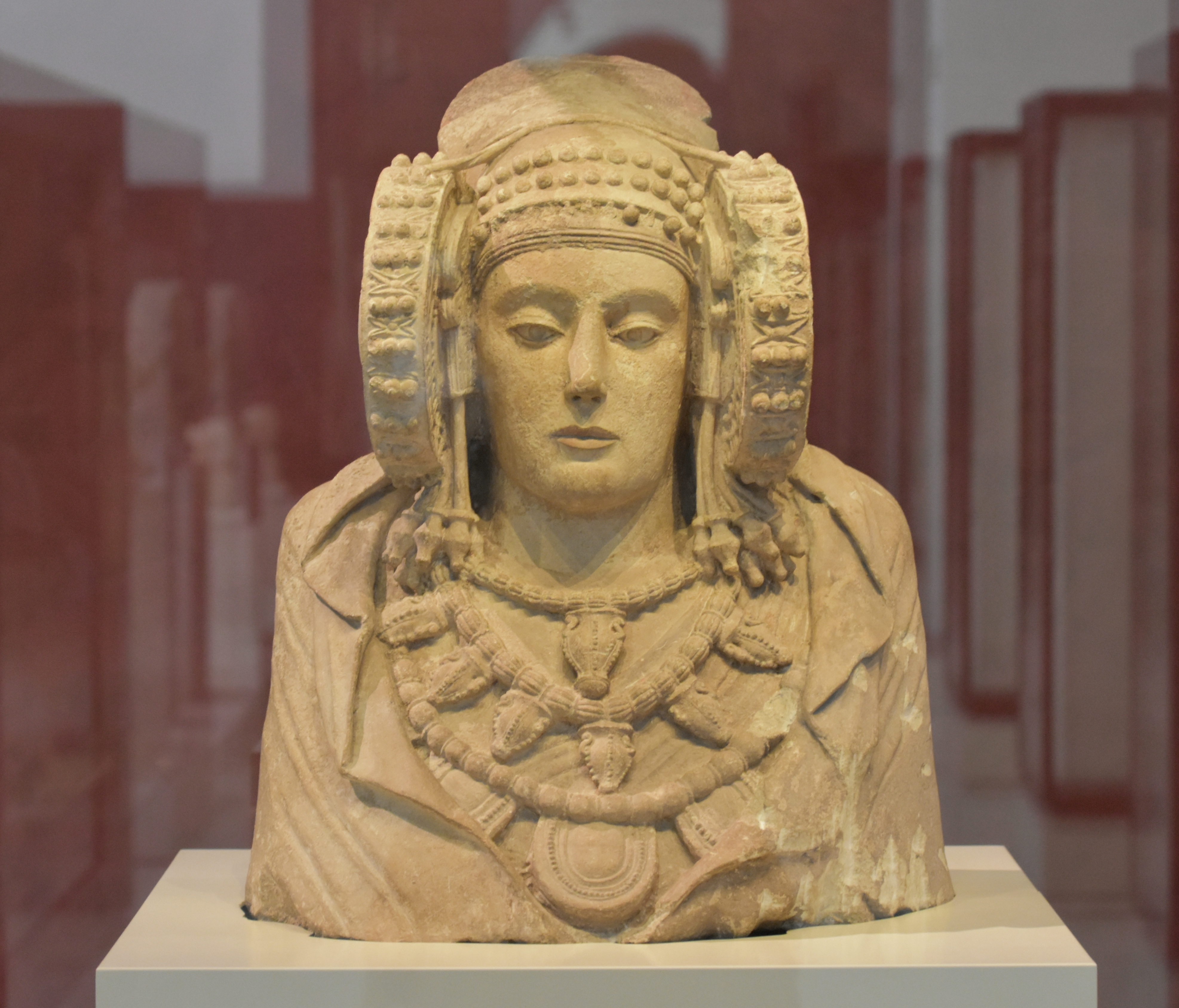
Dama d'Elx, obra mestra de l'art ibèric

Els canvis climàtics, els avenços en les tècniques de cultivar la terra, la domesticació d'animals, la sortida de les coves a les cases de pedra, la fabricació d'instruments de coure i bronze que van succeir-s'hi durant milers d'anys culminaren a principis del darrer mil·lenni aC, en què el contacte amb altres cultures més avançades, com ara la dels tartessos establerts a l'actual Andalusia, la grega que hi arribava per part dels grecs establerts a l'actual Catalunya, la cartaginesa des d'Eivissa i algunes influències indoeuropees provinents de l'actual Aragó, culmina amb el floriment de la civilització ibera.
Poc se sap de l'organització dels ibers; com que vivien en poblats aïllats, emmurallats i inaccessibles, s'ha deduït que eren gent guerrera. Les troballes més importants són els vasos decorats d'Edeta (Llíria), el santuari de la Serreta (Alcoi), el Guerrer de Moixent a la Bastida de les Alcuses (Moixent) i, sobretot, la Dama d'Elx, trobada al jaciment de l'Alcúdia (Elx).
Al País Valencià, les característiques geogràfiques diferents a les de l'època actual feren que les principals poblacions ibèriques estigueren situades fora de la zona de la planura on actualment se situa la ciutat de València, ja que en aquella època, la llacuna de l'Albufera era molt més gran i pràcticament unia el riu Túria amb el Xúquer. Això feia de la zona de la planura un lloc pantanós i pràcticament inhabitable on només anaven els caçadors d'aus de tant en tant.
Així, doncs, els poblats més importants estaven situats en llocs més alts, vorejant les zones d'aiguamolls i ficant-se en tossals en "terra ferma", que feien possible una millor defensa i donaven un terreny més ferm on construir, allunyat de les zones pantanoses infestades de mosquits.
La capital ibèrica estava situada on es troba actualment Llíria (capital del Camp de Túria) amb el nom d'Edeta. Tot sembla indicar que tingué una certa importància a la zona central del país, fins que fou destruïda el 76 aC en les guerres de Sertori.
Altres poblats ibèrics importants eren: Arse (Sagunt), Saitabi (Xàtiva), Torís, Cullera, Elx, Moixent, etc. Tot plegat, totes aquestes poblacions constituirien una mena de xarxa de ciutats estat que estarien molt relacionades entre si.
Sobre la ciutat de València abans de l'època romana, no hi ha referències massa clares, però tot sembla indicar que hi havia una xicoteta població fortificada que hauria portat el nom de Tyris o Tyrin, que estava situada en una illa sobre el riu Túria, riu del qual rep el seu nom.
Els ibers deixaren al País Valencià clares mostres del seu art, la més coneguda de totes és la Dama d'Elx, un bust de pedra que representa una dona noble dels il·licitans. Amb els cabells arreplegats en un complicat pentinat, al seu rostre es poden apreciar clarament les característiques típiques de la dona valenciana i és, sense dubte, la més important representació d'art ibèric del món.
Una altra de les mostres més representatives de l'art ibèric trobades al País Valencià és el famós Guerrer de Moixent que, trobat a la localitat del mateix nom, representa un guerrer ibèric nu damunt un cavall amb la falcata i preparat per entrar en combat. Aquesta estàtua de plom està molt ben conservada i una rèplica se'n pot veure a l'entrada de Moixent sobre un pilar de pedra.
També han estat trobades moltes peces de ceràmica, monedes, etc., en diferents punts de la geografia valenciana, les quals conformen un tresor de riquesa incalculable sobre el nostre passat.

### Romanització
Les guerres entre cartaginesos i romans acabaren amb la civilització autòctona i desembocaren, l'any 215 aC, en el sotmetiment de Sagunt i tot el litoral valencià a l'autoritat militar de Roma.
Va ser amb ells, amb els romans, que comença la veritable història i vertebració del país. Ja l'any 138 s'institueix, vora el riu Túria, la colònia Valentia; per aqueixa data, ocupen la colònia ibera de l'Alcúdia d'Elx (colònia Julia Illici Augusta).
La pax romana d'Octavi August parcel·la la Hispània Citerior en tres territoris: la Ilercavònia, al nord; Edetània, al centre i la Contestània, entre el Xúquer i el Segura. Ací comença la toponimització dels nuclis de població. El deliri per assolir títols romans, tant per a les persones com per a les ciutats, duu a la divisió de la societat en classes. Les primeres ciutats a assolir estatuts jurídics importants són: Valentia, Illici Augusta (Elx), Saguntum, Bisgargis (el Forcall?), Edeta (Llíria); Lucèntum (Alacant); Saetabis Augusta (Xàtiva) i Diànium (Dénia).
Els tres segles següents, amb el territori ja totalment romanitzat, venen marcats pels esdeveniments que porten a la desintegració de l'Imperi Romà, que culmina al segle v amb les invasions bàrbares.
Monumentalment, poca cosa ens ha arribat de la dominació romana; hi destaquen el teatre romà de Sagunt, l'arc de Cabanes, la Vil·la Romana de la Sort i algunes sepultures a Daimús i la Vila Joiosa.

## Edat mitjana

### Època musulmana

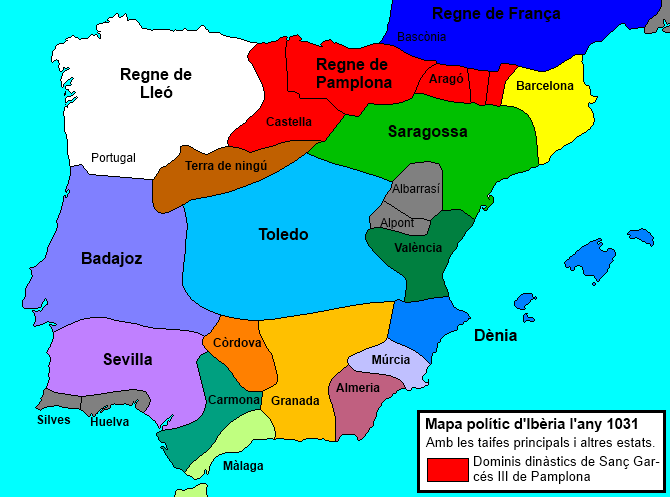
Taifes a l'any 1031

El pas dels romans d'Orient i els visigots durà des de principis del segle vii fins a les primeries del segle viii, temps en què el territori estigué subjecte al Regne visigot de Toledo. Pràcticament no hi deixaren petjada. L'època musulmana, malgrat la seua transcendència, no està suficientment estudiada. L'entrada dels àrabs començà pel sud, propiciada pel pacte d'Abd al-Aziz amb Teodomir, una espècie de delegat del govern del rei visigot de Toledo que canviava terra per privilegis. D'aqueixa manera, no hi hagué invasió com a tal, simplement els àrabs s'hi instal·laren i no hi va haver majors problemes fins a l'arribada del Cid, lluitador mercenari castellà que trencà les taifes de València i de Dénia, s'hi instal·là i va esprémer amb imposts abusius els musulmans valencians. A la seua mort, els àrabs recuperaren el territori, per la qual cosa, l'interval cidià suposà poc dins d'una dominació islàmica estesa entre els segles viii i xiii.

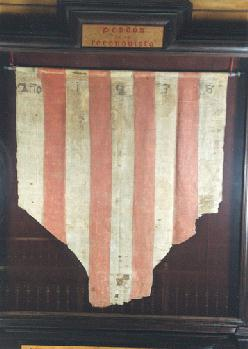
Penó de la conquesta

Després de la conquesta musulmana de l'any 711, i seguint la tònica anterior, la primera etapa de domini musulmà constitueix un període fosc per al País Valencià. Més enllà dels fets polítics, la qüestió verdaderament transcendent és l'entrada de la regió dins l'òrbita de l'islam, que en un temps relativament curt va canviar la llengua, la religió i els costums dels seus habitants.
Però el veritable auge cultural de la zona va començar després de la caiguda del califat de Còrdova, el 1010, que va donar inici a l'aparició de tota una sèrie de regnes autònoms o de taifes. Aquests xicotets regnes deixaren de banda els esforços militars que el califat de Còrdova estava duent a terme, i per tal de no ser atacats pels comtats cristians del nord, els pagaven uns alts tributs monetaris anomenats paries. D'aquesta manera, les taifes van dedicar els seus esforços al floriment intel·lectual. Al Regne de València van aparéixer dues taifes, la de Dénia i la de València:
- Dénia:

Creada el 1010 per l'amirí i eslau (esclau lliure, d'origen europeu) Muyahid que, annexionant-se les Balears, convertirà el regne en un important centre marítim i comercial; fins i tot, encunyava la seua pròpia moneda fins a la invasió almohade. La taifa va perdre la seua independència el 1076, en ser destronat Alí Ibn Muyahid pels Banu Hud de Saragossa, dels quals va dependre fins a la invasió almoràvit (1091).
- València:

Dos eslaus, Mubarak i Muzzafar, van governar la taifa fins a la seua mort. Aleshores, es va proclamar rei el net d'Almanzor, el qual va instaurar la dinastia amirí 1065-1075. El 1075-1086, al-Qadir de Toledo, amb l'ajuda castellana, va recuperar la ciutat de València (i per tant, la taifa) i la va governar fins al seu assassinat, el 1092.
Al 1094, el Cid, lluitador mercenari castellà, entra a la ciutat de València duent a terme un dur assetjament. Així, la taifa de València va estar durant un temps sota domini Castellà, on s'imposaren imposts abusius als musulmans valencians.
Vegeu la llista de reis de la taifa de València, per a més informació sobre aquesta taifa.
Finalment, els almoràvits conqueriren la taifa de Dénia (1091) i la de València (1102-1103) i hi van restaurar el culte musulmà i un governador al capdavant. La decadència del poder almoràvit i l'ascens d'una nova dinastia nord-africana, els almohades, que van controlar la península a partir del 1145, van ser coincidents. No obstant això, la seua entrada a València va ser frenada per Ibn Mardanis, el rei Llop, monarca de València i Múrcia, però finalment la ciutat va caure en mans dels nord-africans el 1171.
No queden massa restes arquitectòniques de l'època, ja que els cristians hi construïen sistemàticament a sobre, però abunden les peces d'orfebreria, de ceràmica, etc. El que sí que hi roman és la influència de la seua cultura i la seua llengua, amb un significatiu llegat lèxic i agrari.

### Naixement del Regne de València
La conquesta feudal, per part de Jaume I d'Aragó el Conqueridor (1208-1276), va culminar l'any 1245, que arribà fins a la frontera de Biar i Busot. El territori va ser convertit en un nou regne independent —dins de la corona d'Aragó— i la seua capital, València, va ser dotada de lleis pròpies (furs de València), que després s'aplicaren a tot el regne. Des d'aleshores fins al segle xv, s'hi produí la colonització, a partir d'una lenta repoblació amb aragonesos i catalans, que va abastar gran part del regne. Durant tot aquest temps, convisqueren amb un bon nombre d'andalusins que hi romangueren, reclosos a les moreries de les principals viles, i sobretot, en alqueries a la zona interior del país.
El rei Jaume II d'Aragó el Just estengué el Regne de València annexionant-se el territori sencer del Regne de Múrcia, dependent llavors de Castella. El 1281, sota el regnat de Pere el Gran, s'hi incorporà la vall d'Aiora, de població i llengua castellanes. Amb la sentència arbitral de Torrelles (1304), i d'Elx (1305), retornà a Castella la major part de Múrcia, però retingué sota "jurisdicció valenciana" les zones de Novelda, Alacant, Elda i Oriola, repoblades també per catalans.
A la fi del segle xiv, s'institueix la Generalitat com a organització política suprema. Les Corts del regne estaven formades per tres braços: nobiliari, eclesiàstic i reial o popular. El rei no residia a València i, per tant, era necessari buscar-li representació als diferents nivells: el virrei, el governador del regne, el mestre racional, el batlle general, etc.
El compromís de Casp (1412) va reunir representants de tots els regnes de la corona d'Aragó a la mort de Martí I d'Aragó l'Humà (1395-1410) —últim rei del casal de Barcelona— i, amb la decidida influència de sant Vicent Ferrer, decidiren atorgar-li el regnat a la castellana casa de Trastàmara, en la persona de Ferran I d'Aragó el d'Antequera (1412-1416).

### La colonització cristiana i formació del Regne de València

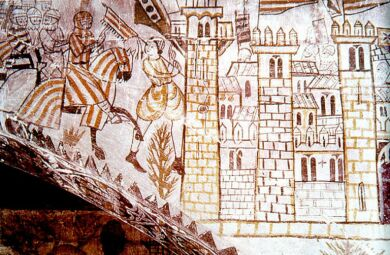
Pintura del castell d'Alcanyís que representa l'entrada de Jaume I a València el 9 d'octubre de 1238

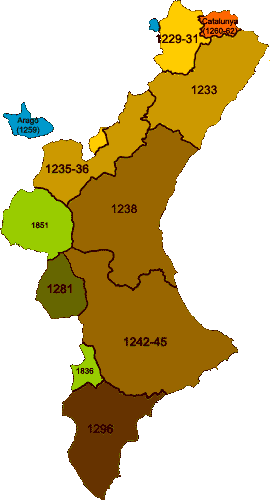
Mapa cronològic de la formació del País Valencià

#### La colonització
En les Corts de Tortosa de 1225, la noblesa proclamà la necessitat d'emprendre la conquesta i colonització de noves terres cap al sud, amb l'objectiu d'incrementar-se'n patrimoni i rendes, a costa d'un al-Àndalus fragmentat políticament i feble militarment. Aquesta colonització no hi començà amb bon peu, pel fracàs del setge sobre Peníscola, en no comptar amb la presència militar aragonesa, i de la convocatòria d'una expedició des de Terol, l'any 1226. Tot i això, el rei d'Aragó i Abu Zayd signaren un conveni de pau pel qual aquest últim li lliurava el tribut d'una cinquena part de les seues rendes de València i Múrcia. En l'any 1227, la intermediació papal per l'arquebisbe de Tortosa aconseguí la pau entre la monarquia i la noblesa, cosa que facilità les grans empreses conquistadores de Jaume I.
En aquells dies, es va produir el desmembrament del Xarq al-Andalus en regnes taifes i, l'any 1228, Ibn Hud es va proclamar emir dels musulmans a Múrcia, i fou reconegut pels sarraïns d'Alzira, Xàtiva i Dénia, territoris que va perdre Abu Zayd, el domini dels quals arribava fins al Xúquer. La revolta de Zayyan d'Onda va dur a la guerra civil entre tots dos. Zayyan va ocupar València mentre que Zayd es va refugiar a Sogorb i demanà ajuda a la Corona d'Aragó. Havent lliurat prèviament Begís, el 20 d'abril del 1229 signà a Calataiud un acord pel qual es declarà vassall del rei d'Aragó, li va oferir la quarta part de les rendes del territori perdut i la donació de Peníscola, Morella, Alpont, Culla i Sogorb, a canvi d'ajuda militar i el lliurament dels castells d'Ademús i Castellfabib.

#### La conquesta
Una vegada ocupada Mallorca en l'any 1230 i allunyat el perill musulmà del Mediterrani, l'any 1233 es planificà la campanya a Alcanyís, desenvolupada en tres etapes:
- La primera dirigida a les terres del litoral nord, amb la presa de Borriana l'any 1233 i altres enclavaments, com ara Peníscola.
- La segona abasta la zona central amb la conquesta de València (1238) i les terres planes fins al Xúquer; per fer-ho, les corts generals de Montsó del 1236 van concedir l'ajuda necessària i el papa Gregori IX va donar a l'empresa el caràcter de croada. El Puig es va prendre a l'agost del 1237, amb el fracàs d'una esquadra enviada pel rei de Tunis en auxili de València. Les capitulacions es van signar el 28 de setembre i el rei entrà en la ciutat el 9 d'octubre.
- La tercera fase abasta des del 1243 fins al 1245 i arriba fins als límits estipulats per a la conquesta entre Aragó i Castella en el Tractat d'Almizra l'any 1244, signat entre Jaume I i l'infant Alfons de Castella per a delimitar les àrees de conquesta de les corones de Castella i Aragó. Les terres al sud de la línia Biar-Busot-la Vila Joiosa quedaren reservades per a Castella. Posteriorment, els territoris del Regne de Múrcia situats al nord de la riba esquerra del Segura són incorporats al Regne de València per Jaume II després de la sentència arbitral de Torrelles (1304) i Elx (1305).

#### La creació del Regne
La noblesa aragonesa considerava les terres conquerides a València com una prolongació dels seus senyorius. Jaume I, però, tenia un estil polític extratemporani que, en l'actualitat, es podria anomenar com a federalisme, tal com que es demostrà amb l'establiment de la Cancelleria de Barcelona, i unes corts privatives per a cada regne, cosa que permeté la creació d'una consciència diferenciadora de cada territori durant el seu regnat. Així, convertí València en un regne propi (1239), formant una entitat política, jurídica, i econòmica pròpia expressada en els Furs de València, les Corts Valencianes, moneda pròpia, i unida dinàsticament a la corona d'Aragó, fet que va provocar l'airada reacció de la noblesa aragonesa. Per tal de contrarestar la noblesa insubordinada, el rei va afavorir decididament els municipis i la burgesia, i posteriorment atorgà a la ciutat de València una ordenació política i administrativa: el costum, de caràcter municipal, que va ser revisat l'any 1251. Els Foris et consuetudines Valentiae van ser confirmats pel rei l'any 1271 i es van estendre per tot el regne malgrat l'oposició de la noblesa aragonesa, desitjosa de mantenir la seua legislació, cosa que va generar una pugna foral no resolta fins al 1329, amb el triomf dels furs valencians.

#### El repoblament
El regne va ser repoblat per catalans i aragonesos, encara que durant molt de temps la població musulmana va continuar sent majoritària; al segle xvi la població d'origen islàmic encara suposava un terç de la població total del regne.
La falta de respecte per part dels cristians envers els pactes i les capitulacions signades amb els mudèjars en la presa de València, en què hi havia el compromís de protegir les riqueses dels musulmans, les seues creences, la seua llengua, la seua legislació islàmica, entre d'altres, dugueren a constants tensions socials. En l'any 1251, per a aplacar les tensions, Jaume I ocupà la ciutat de Xàtiva promulgant un edicte el 22 de setembre amb condicions de rendicions suaus per als musulmans, equivalents a les signades a València. Per contra, el papa Climent IV pressionava infructuosament Jaume I perquè esborrara tota presència islàmica al seu regne, coneixedor de les seues profundes conviccions religioses. Això era a causa que els musulmans eren una important capa social treballadora difícil de substituir.

### Les revoltes d'al-Azraq
Els nobles terratinents necessitaven els treballadors mudèjars per al seu enriquiment fins al punt que reberen un tractament gairebé d'esclaus. Davant aquest maltractament i incompliment dels acords, els mudèjars van iniciar una sèrie de revoltes que posaren en perill el Regne de València, totes aquestes comandades pel cabdill Mohammad Abu Abdallah Ben Hudzäil al Sähuir, conegut amb el malnom d'al-Azraq ('el d'ulls blaus'). Molts autors han trobat en la rememoració de les revoltes d'Al-Azraq l'origen de les festes de Moros i Cristians.

#### La primera revolta
Quan al-Azraq es revoltà l'any 1244, ja controlava els castells d'Alhambra, Pego, i d'Alcalà, amb nombrosos castells menors. A continuació, va anar prenent els castells de Xàtiva, Dénia, i Alacant i, amb l'ajuda del soldanat del Regne de Granada i del suport interessat del rei Alfons X de Castella, s'independitzà la regió de la riba sud del Xúquer del Regne de València.
Mentrestant, Jaume I demanà ajuda econòmica al papa Climent IV a canvi de cedir a les seues pressions i de l'exempció de delme; signà l'expulsió dels musulmans de tot el territori de la corona d'Aragó en un decret amb les corts a València. Açò comportà que una part important dels musulmans expulsats s'afegiren als rebels; es feren encara més forts, i abocà el regne a una situació de guerra generalitzada. Per altra banda, uns cent mil musulmans que acceptaren l'exili, provinents fonamentalment de la ciutat de València, foren agrupats i conduïts cap a la frontera de Múrcia, escortats amb protecció militar.

#### La segona revolta
En la segona revolta mudèjar (1248-1258), Al-Azraq dona més d'un maldecap al vell Jaume I, ja que estigué a punt de matar-lo en una emboscada; però, al final, la traïció del seu propi conseller acaba per derrotar-lo, i per l'antiga amistat Jaume I no va empresonar-lo, i fou obligat a exiliar-se, deixant els seus dominis, ja molt reduïts, en mans d'un germà i un oncle, sotmesos a contínues pressions dels nous senyors feudals catalans i aragonesos.
El 1258, Jaume I rebutjà una treva oferta d'al-Azraq mitjançant el rei Alfons X el Savi, i recuperà gairebé sense resistència els castells de Planes, Pego, Castell de Castells. Als pocs dies, al-Azraq es va rendir, lliurant Alcalà, Gallinera, i la resta de les fortificacions, i fou expulsat del regne. Jaume I no complí les condicions de l'ajuda del papa Climent VI d'exterminar els musulmans, com ho feia Castella, per por de debilitar el regne econòmicament, i preferí iniciar una sèrie d'accions legals amb l'objectiu de forçar els mudèjars a convertir-se al cristianisme, com a condició per a poder mantenir els seus drets i possessions.

#### La tercera revolta
Açò comportà que, lluny d'aplacar la revolta, es revifara de nou, i en l'any 1276 tingué lloc la tercera revolta dels mudèjars, amb un exèrcit comandant per al-Azraq des de l'exterior camí cap Alcoi. Jaume I combinà diplomàcia i guerra per sufocar la revolució; provocà disputes internes entre els musulmans, i recuperà terreny.
La tercera revolta mudèjar fou la que afectà més directament Alcoi, en els dominis antics d'Al-Azraq (Alcalà, Benissili, Pego, Benigànim, o Benissulema). Aquesta vegada, Alcoi fou defensada per quaranta cavallers que arribaren des de Xàtiva, i derrotaren a mort Al-Azraq en una maniobra de distracció. No obstant això, una vegada que l'exèrcit mudèjar emprengué la fugida, alguns cavallers de Xàtiva, improvisadament, volgueren perseguir-los, i caigueren en una emboscada militar de rebels encapçalats pel fill d'Al-Azraq, els quals es trobaven amagats per a un contraatac. Alcoi, per tant, quedà desprotegida, i el fill d'Al-Azraq aconseguí prendre-la, així com Xàtiva.
La revolta s'estengué per tot el territori i posà seriosament en perill el Regne de València, amb el fill d'al-Azraq com a nou cap: mil peons moros atacaren Llíria, els mudèjars de Beniopa es subleven, i l'exèrcit musulmà destruí Llutxent i avançava regne endins per la Vall d'Albaida. Mentrestant, Jaume I caigué malalt i morí el 27 de juliol del 1276, i heretà el tron valencià el seu fill Pere I el Gran. El nou rei recuperà fortificacions i arribà a un acord de treva de tres mesos. Després, va sotmetre diversos castells i hagué de rendir a la força el de Montesa. La revolta finalitzà l'octubre del 1277, abans que els granadins i els nord-africans pogueren socórrer els mudèjars. Pere I ordenà desarmar-los sense que foren castigats, i l'any 1283 decretà una llei que els permetia la llibertat de desplaçament i de residència en tot el regne, així com la llibertat de comerç.
D'aquesta manera, continuà desobeint les condicions del papa de Roma heretades pel seu pare, i en el futur no va haver-hi més revoltes. Això no contrastant, se'ls prohibia ocupar càrrecs als jutjats, seguretat i finances. Tanmateix, se'ls obligà sota jurament a no realitzar interessos hipotecaris per damunt del 20% anual sota amenaça de multa, i només s'acceptava el testimoni d'un musulmà en casos específics.

### Època d'esplendor del Regne de València
El regne va passar per greus compromisos a mitjan segle xiv. D'una banda, la pesta negra del 1348 i les successives epidèmies d'anys següents, que van delmar la població. Així mateix, la Guerra de la Unió, una revolta ciutadana, encapçalada per València com a capital del regne, contra els excessos de la monarquia. I per si no n'hi haguera prou, la guerra contra Castella (1363-1364). A més, la convivència entre les tres comunitats, cristians, jueus i musulmans va ser conflictiva al llarg de tot el segle.
Malgrat això, al segle xv, la ciutat de València visqué una etapa de gran desenvolupament econòmic, i esplendor cultural i artística. En aquesta època, València era considerada com la ciutat més important de la confederació de la corona d'Aragó, la qual havia esdevingut un dels centres comercials més importants de la Mediterrània, des d'on s'explotava gran part del comerç dels territoris conquerits per la corona durant els passats segles.

#### L'esplendor comercial

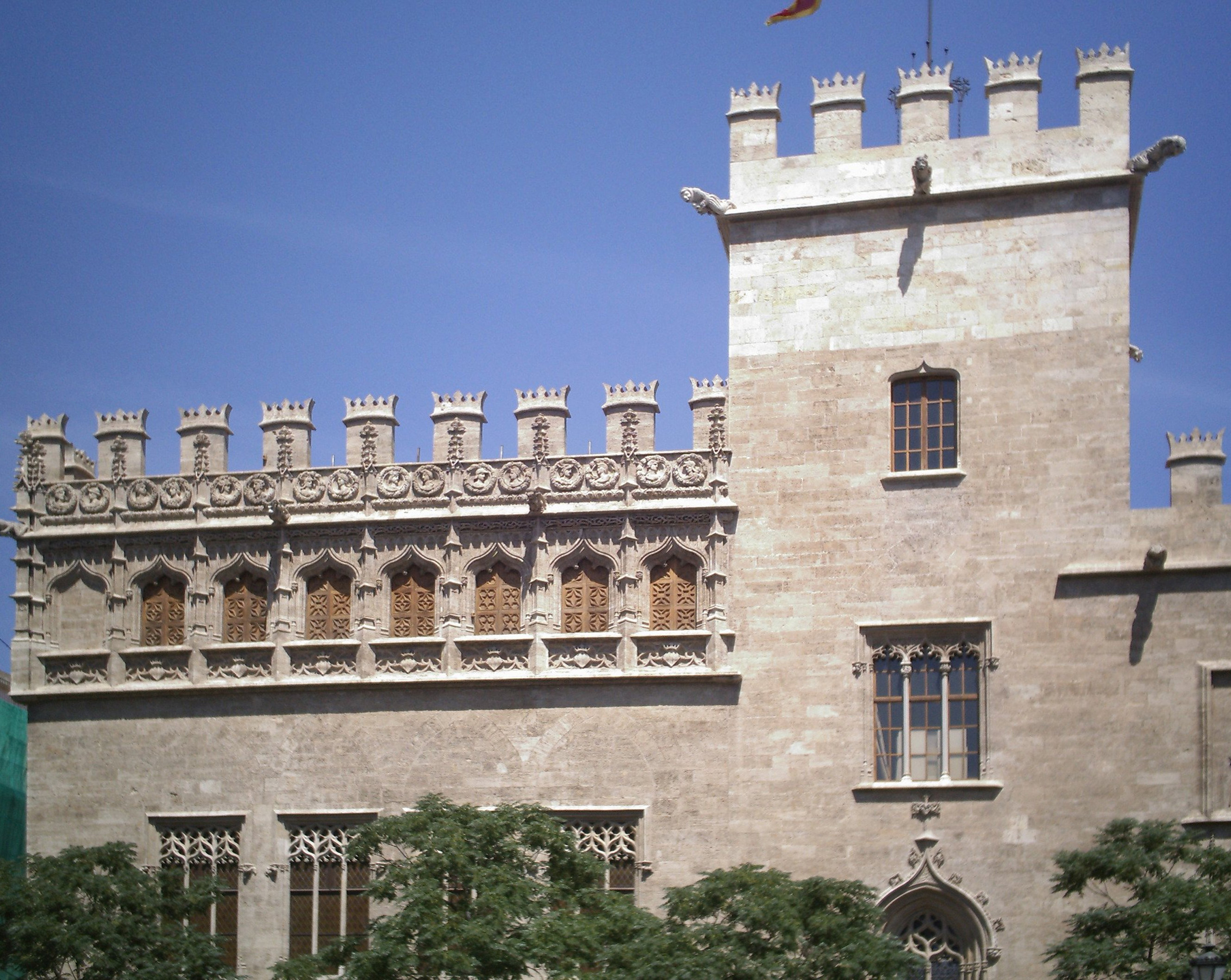
Llotja de la Seda

A la ciutat de València, es va crear la Taula de canvis, una banca municipal en suport de les operacions comercials. La indústria local —que tenia els teixits al capdavant— va aconseguir un gran desenvolupament, i la ciutat es va convertir en un empori comercial al qual acudien mercaders de totes les parts d'Europa. A l'acabament del segle, es va construir la llotja de la Seda (1482-1533), probablement el centre de transaccions més important de la Mediterrània, i un verdader temple del comerç, tant a nivell local, nacional, com internacional.

#### L'esplendor artística i literària
Aquest auge econòmic tingué el seu reflex en el pla artístic i cultural. En aquesta època, arquitectònicament parlant, s'alcen alguns dels edificis més emblemàtics de la ciutat de València, com les torres de Serrans (1392), la llotja (1482), el Micalet o la capella dels Reis del convent de Sant Doménec. En pintura i escultura, es deixaren sentir les tendències flamenques i italianes en artistes com Lluís Dalmau, Gonçal Peris o Damià Forment. En literatura, sota la protecció de la cort d'Alfons el Magnànim, florí la producció escrita, i esdevingué el segle d'or valencià, sota el guiatge d'autors com ara Ausiàs March, Roís de Corella o Isabel de Villena. Cap al 1460, Joanot Martorell escriu el Tirant lo Blanc, una innovadora novel·la de cavalleria que va influir en nombrosos autors posteriors, des de Miguel de Cervantes Saavedra fins a Shakespeare.

### El segle d'or valencià
Alfons el Magnànim (1416-1458) fou l'artífex de l'expansió mediterrània de la corona, de la qual València era el centre financer. L'aportació econòmica del Regne de València continuà durant els regnats de Joan el Gran (1458-1479) i Ferran el Catòlic (1479-1516). El poder econòmic de València es reflecteix en detalls com la creació de la Taula de Canvis —una mena de banca internacional— o el finançament del descobriment d'Amèrica, també amb fons valencians.
Com és natural, això comportava un gran prestigi en tots els camps: culturalment, s'hi adopta l'estil renaixentista italià; l'arquitectura —gòtic llevantí— assoleix la seua màxima expressió amb la llotja de la Seda (recentment declarada Patrimoni de la Humanitat), Santa Maria de Morella o les torres de Serrans; l'Estudi General esdevé Universitat de València amb la butlla d'Alexandre VI —un dels dos papes, juntament amb Calixt III, que pertanyia a la família dels Borja, d'origen valencià, i que foren bisbes de València—; la literatura catalana viu un autèntic segle d'or.

## Edat moderna

### Decadència del Regne de València
Entre 1519 i 1521, els gremis armats juntament amb la burgesia, els artesans i els camperols lliures inicien una guerra civil contra la noblesa i l'aristocràcia anomenada revolta de les Germanies. Els nobles, ajudats per l'aristocràcia castellana, venceren i la virreina Germana de Foix, vídua de Ferran II el Catòlic, aprofità per a exercir un dura repressió: la cultura es reduí a la cort que aqueixa senyora va implantar i en què començà ja a predominar el castellà. Les figures més senyeres culturalment són el filòsof Joan Lluís Vives i el pintor Joan de Joanes. També començà aleshores el "problema morisc", quan l'autoritat religiosa trobà vàlids els batejos forçosos que els agermanats havien aplicat als mudèjars, per la qual cosa esdevingueren cristians nous (1525). l'any 1563, Felip II va ordenar el desarmament dels moriscos valencians, en prevenció de possibles sublevacions, atesa la importància del col·lectiu morisc al Regne de València.
Amb el virrei, arquebisbe i capità general Joan de Ribera, la corona troba un instrument magnífic per posar en pràctica el centralisme i els ideals de la Contrareforma. El 1609, Felip III (1598-1621) decretà l'expulsió dels 135.000 moriscos, que comportaven la tercera part de la població, la qual cosa suposà una important decadència econòmica, perquè els moriscos treballaven fonamentalment el camp, que va romandre amb escassedat de mà d'obra durant alguns anys. La població no tornarà a recuperar-se fins a un segle i mig després. No obstant això, Manuel Ardit demostrà que l'expulsió fou un estímul per a l'agricultura comercial de secà, i que els efectius demogràfics ja s'havien reposat cap a la fi del segle xvii.
La crisi econòmica incideix en la cultura i l'art, que és mediocre. Hi destaquen els pintors Francesc Ribalta i Josep de Ribera; en escultura, els germans Vergara i en música Joan Baptista Cabanilles.

### Nova planta borbònica i desaparició del Regne de València

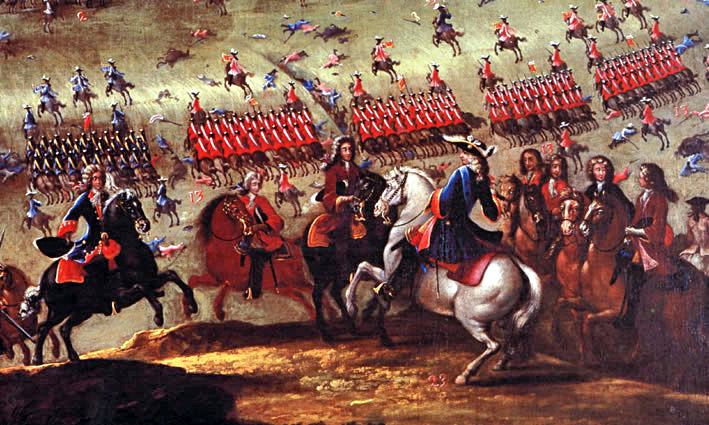
Batalla d'Almansa, 25 d'abril de 1707

El 1693, esclata la segona Germania. Els camperols es rebel·laren contra els senyors feudals de Gandia i s'hi desencadenà una lluita per tot el sud del país que va enllaçar amb la Guerra de Successió, provocada per la mort de Carles II (1665-1700) sense descendència. L'arxiduc Carles d'Àustria és recolzat pel poble pla (els anomenats maulets) i es disputa el tron contra el francès Felip de Borbó, recolzat pels senyors (anomenats botiflers). El 25 d'abril del 1707, les tropes centralistes de Felip V (1700-1707) vencen en la batalla d'Almansa els feudalistes de l'arxiduc, la qual cosa suposà, en la pràctica, la desaparició del Regne de València: s'aboleixen els furs i es perd la independència, que passa a dependre de les lleis castellanes, i desapareix la figura del virrei, que és substituïda per la del capità general. La repressió fou molt dura contra les persones i contra les ciutats. El fort centralisme dels Borbons portà la difusió d'una reial cèdula (1768) que prohibia l'ús del valencià.
Al segle xviii, començaren les transaccions comercials amb Amèrica, amb l'exportació de la seda de València, el paper d'Alcoi o la llana de Bocairent i Alcoi, entre altres productes; importantíssima és la indústria ceràmica que assoleix la seua millor expressió en la fàbrica de l'Alcora, establerta el 1727 pel comte d'Aranda. Tot això comportà un creixement econòmic important que ve a coincidir, pel que fa a la cultura, amb la Il·lustració. Es creen l'Acadèmia de Belles Arts de Sant Carles o el Jardí Botànic per citar-ne dos exemples. Proliferen els grans personatges il·lustrats, com ara Gregori Maians i Siscar; l'arquitectura viu l'esplendor del barroc i la imposició, a mitjan segle, del neoclàssic. En pintura destaca Vicent López Portaña.

### L'inici de l'Estat-nació espanyol
Partint del pòsit polític del Comte-duc d'Olivares i l'absolutisme d'en Felip V, l'assimilació de la Corona d'Aragó per la Corona castellana mitjançant els Decrets de Nova planta fou el primer pas en la creació de l'estat nació espanyol. I com altres estats nació europeus en formació, tampoc fou sobre una base ètnica uniforme, sinó mitjançant la imposició de les característiques polítiques i culturals de l'ètnia dominant, en aquest cas la castellana, sobre les de les altres ètnies, esdevingues minories nacionals a assimilar mitjançant polítiques nacionalistes. Aquestes polítiques nacionalistes, en ocasions molt agressives, i encara vigents, han sigut i són la llavor dels reiterats conflictes territorials dins l'Estat.

## Edat contemporània
La història del País Valencià, com en bona part la de la resta d'Europa, entre l'acabament del segle xviii i el començament del xix, va estar marcada per les repercussions de la Revolució francesa. Davant la notícia de les abdicacions de Carles IV i Ferran VII i de l'alçament de Madrid el 2 de maig davant de les tropes napoleòniques, el poble de la ciutat de València i d'altres poblacions valencianes es va alçar en armes el 23 de maig del 1808, enardit per les arengues de personatges com Vicent Doménech el Palleter. Els amotinats van prendre la ciutadella i van constituir una Junta Suprema de Govern del Regne de València, que es va fer càrrec de la ciutat i es va preparar per a la defensa.
Poc més tard, el 28 de juny, es va produir un primer atac de l'exèrcit napoleònic al comandament del general Moncey, que va ser heroicament refusat. Posteriorment, el mariscal Suchet, després de sotmetre Catalunya, va atacar el País Valencià. A poc a poc, anirien caient poblacions. La ciutat de València va resistir el setge de Suchet fins a dues vegades, però finalment els francesos aconseguiren el seu objectiu el 9 de gener del 1812, després de diversos dies d'incessants bombardeigs. El seu control sobre la ciutat va ser breu, perquè al juliol del 1813 van haver d'abandonar-la davant la retirada de l'exèrcit francés.

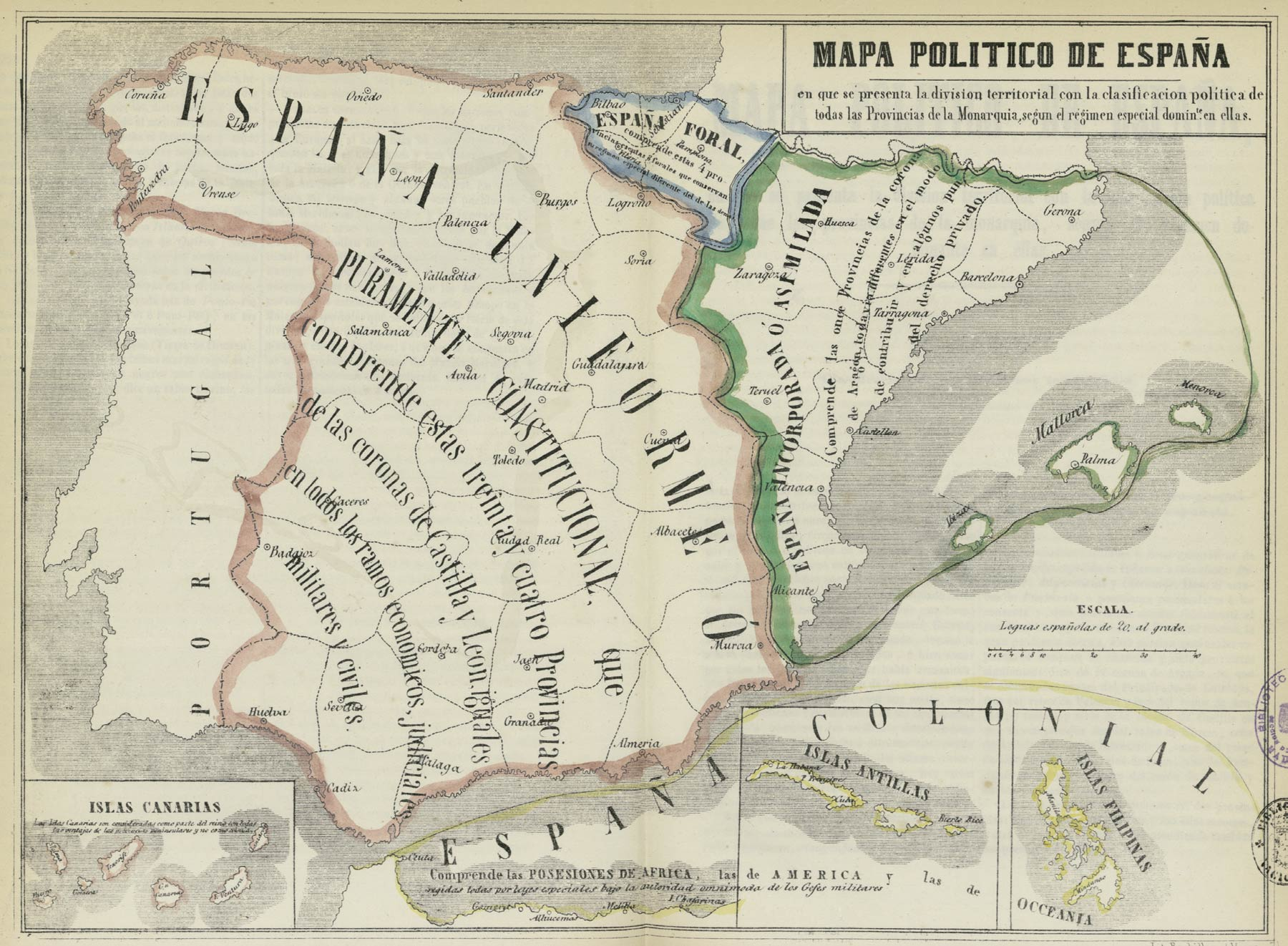
Mapa polític oficial d'Espanya del 1850

Durant els anys d'invasió napoleònica, els valencians van fer eleccions a diputats i van enviar els seus representants a les corts de Cadis, en què es va redactar una constitució de caràcter liberal i antisenyorial. Durant l'època liberal, però, el centralisme de l'estat nació espanyol que naixia no sols no es va aturar, sinó que va augmentar. Es va prohibir, de fet, l'ús del valencià en àmbits en què havia estat respectat fins aleshores.
El segle xix marca una revolució agrària afavorida per l'exportació, que minva les possibilitats d'industrialització, també reduïdes per l'actitud sucursalista de la burgesia valenciana que no gosa enfrontar-se a Madrid, es castellanitza i relega la llengua a manifestacions historicopatriòtiques de la Renaixença. A final de segle, els moviments internacionals arriben al territori valencià. La societat es divideix, per un costat, en l'oligarquia financera i terratinent que, al contrari de la catalana i la basca, presta suport a la castellana i accepta el sistema econòmic de la Restauració; i de l'altre costat, la burgesia comercial -encarnada en la persona de Vicente Blasco Ibáñez-, que adopta postures més liberals i republicanes. La pèrdua de la identitat valenciana s'evidencia en la difusió del castellà entre la petita burgesia com a símbol extern d'ascensió social. Des del punt de vista arquitectònic, el modernisme és l'estil imperant. Barriades de moltes ciutats es planifiquen i s'amplien en aquest període. Aquest estil culmina i acaba amb l'Exposició Regional de València del 1909. En escultura, destaca Marià Benlliure i en pintura, Joaquim Sorolla. En música, el mestre Serrano gaudí d'una gran popularitat.

### Seglexx
Fins a la Primera Guerra Mundial, l'agricultura, basada en l'exportació, especialment de l'arròs i de la taronja, continuà sent la protagonista de l'economia valenciana. Durant la dictadura de Primo de Rivera, es coneixen importants inversions en obres públiques afavorides per la bona situació econòmica i l'aprofitament de les possibilitats que oferia l'electricitat. Malgrat tot, l'agricultura continuà manant fins a l'arribada de la Guerra civil, en què el País Valencià romangué en el bàndol republicà —València, fins i tot, fou la darrera capital de la República.
Durant el franquisme, el país perdé tota la seua identitat, subjugat per la dictadura i governat per governadors civils designats i dirigits des de Madrid. Després de la mort del dictador Francisco Franco Bahamonde (1975), s'hi obrí una nova etapa que culmina amb l'aprovació, el 1982, de l'estatut d'Autonomia.

#### Orígens i evolució del valencianisme

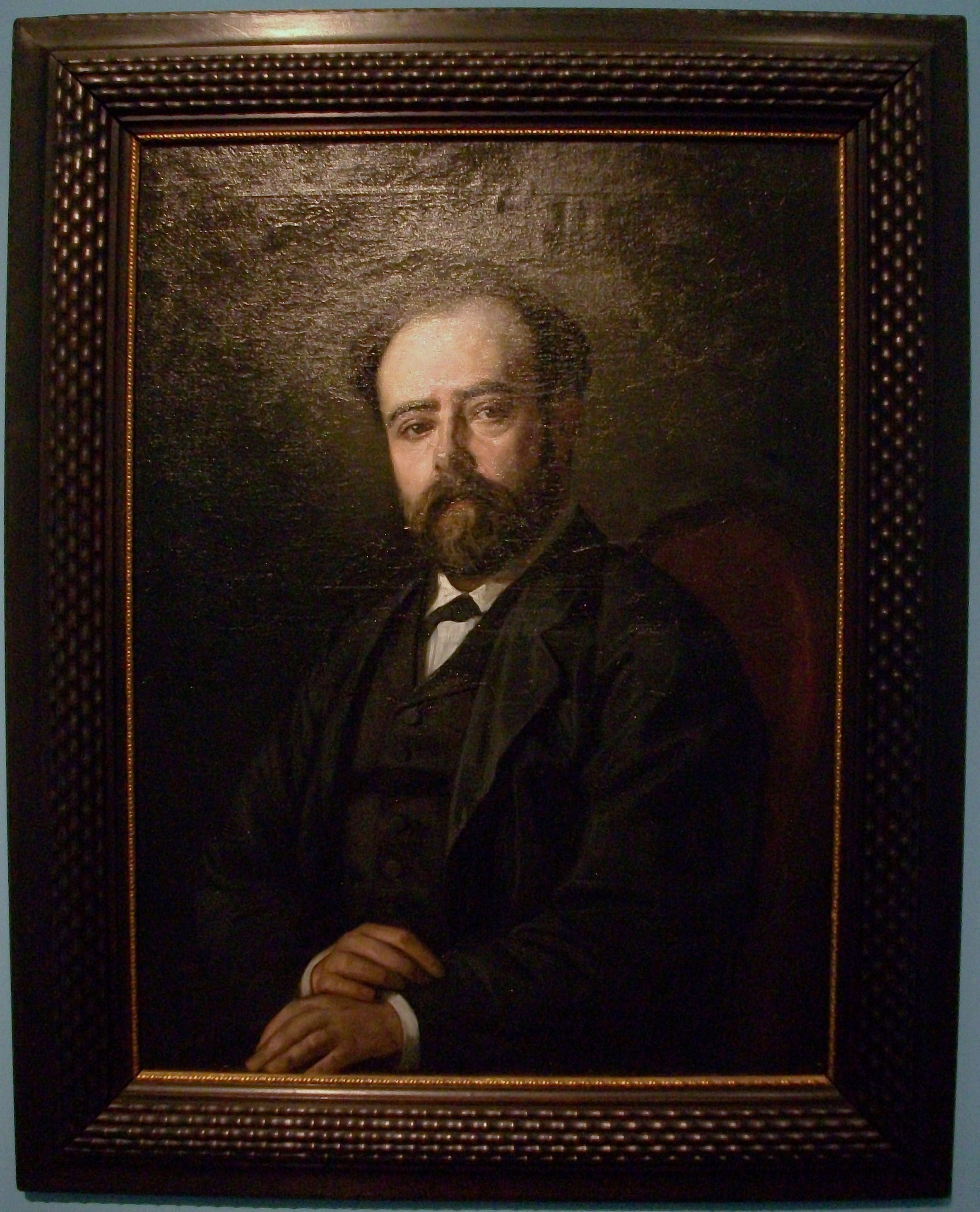
Teodor Llorente Olivares

Al País Valencià, com a Catalunya va ocórrer amb el catalanisme, l'aparició d'un moviment polític que reivindicara la cultura i identitat pròpies va anar precedit per la Renaixença literària. El moviment valencià es va caracteritzar pel predomini d'una ideologia conservadora, regionalista i folkloritzant, encarnat per la figura de Teodor Llorente, l'exponent de major qualitat literària del moment i líder del moviment renaixentista, que entenia la valencianitat des d'una òptica regional, supeditada a la idea de nació espanyola. Constantí Llombart, fundador de Lo Rat Penat el 1878, va significar una excepció a l'apoliticisme i convervadorisme de la Renaixença, si bé la trajectòria de Lo Rat Penat acabaria esdevenint massa conservadora als seus ulls.
Els historiadors assenyalen el doctor Faustí Barberà com a pare del valencianisme polític, i la lectura del seu discurs De regionalisme i valentinicultura el 1902 com a simbòlica data de naixement per al nacionalisme valencià, amb un text en què es demanava l'autonomia per al País Valencià, trencant amb la línia apolítica de la Renaixença cultural valenciana. Encara que, amb aquest text, Barberà encara no posara el dubte la identitat regional, durant les dècades del 1920 i 1930, es van articulant diverses organitzacions amb una millor organització i un discurs més coherent.
Tot i la marginalitat que el moviment tenia a principis de segle, durant la Segona República espanyola, el valencianisme polític viu un moment d'efervescència que el portarà a obtindre un diputat al congrés dels Diputats i cinc regidors a l'Ajuntament de València. Al valencianisme de preguerra, hi trobem un magma de posicions fluides, en què les diferents postures tenien fronteres difuses. Açò, unit al fet que, políticament, no es plantejara la independència, sinó només la descentralització de l'Estat espanyol, i que el seu marc simbòlic no suposara, tampoc, cap trencament amb el regionalisme jocfloralista, permeteren al valencianisme polític, tot i la seua postura minoritària, créixer com un moviment obert amb possibilitats d'encontre amb altres forces socials.
En acabar la Guerra Civil espanyola, el naixent nacionalisme valencià queda reprimit i desorganitzat. Les activitats estrictament culturals van reprendre's a poc a poc per part de diferents grups aïllats, si no enfrontats. Al voltant de Xavier Casp i Miquel Adlert, es va anar formant el grup Torre, des del qual sorgiria la figura de Joan Fuster. Durant els anys 1960 i 1970, anirien sorgint diversos grups de joves que continuarien i actualitzarien la tradició del valencianisme polític, amb una sèrie de propostes que, pel seu marcat caràcter renovador, van suposar un trencament amb l'imaginari del regionalisme valencià, que aleshores es trobava ja instrumentalitzat pel nacionalisme espanyol oficial del règim franquista.
Originat, en part, com a reacció al nacionalisme valencià que representaven els joves influenciats per Joan Fuster, va sorgir als darreres anys de la dècada del 1970 un nou moviment regionalista amb un marcat discurs anticatalanista anomenat blaverisme, i durant la transició democràtica espanyola es viuria un conflicte identitari i simbòlic conegut com la Batalla de València.
Ja més recentment, cap a final dels anys 80, aparegueren una sèrie de reflexions nascudes conegudes com a Tercera Via, amb la finalitat de fer convergir o reconciliar l'electoralment minoritari fusteranisme amb el reeixit blaverisme. Tot i el poc èxit d'aquesta convergència, les aportacions de Joan Francesc Mira en una línia semblant van ajudar a fer que la Unitat del Poble Valencià assumira oficialment el 1996 algunes de les tesis del valencianisme de conciliació, i es posà la primera pedra per a la refundació del partit en el Bloc Nacionalista Valencià.

#### Sorgiment del nacionalisme valencià

El nacionalisme valencià és un corrent social estructurat tant culturalment com políticament, que preserva i promou el reconeixement de la personalitat política, lingüística i cultural del País Valencià o nació valenciana. Com a ideologia, s'ha interrelacionat amb la societat valenciana durant més de cent anys, amb una incidència electoral i social variable, contribuint a la concepció política de l'antic Regne de València i sent un actor decisiu en la reivindicació i consolidació de l'autogovern de l'actual País Valencià. Sota l'accepció de nacionalisme valencià, a vegades s'inclouen grups que políticament haurien de ser qualificats de nacionalistes catalans o simplement com a catalanistes, ja que entenen que la nació dels valencians forma part dels Països Catalans.
Històricament, el valencianisme s'origina al segle xix com un moviment cultural durant la Renaixença valenciana, en una època en què s'intentava recuperar el prestigi social del valencià i la cultura valenciana després de segles de diglòssia i conflicte lingüístic, i la destrucció del Regne de València sota l'absolutisme borbònic, amb iniciatives com la restauració dels Jocs Florals per Lo Rat Penat. Va ser al segle xx, i com a escissions de Lo Rat Penat, que sorgirien les primeres associacions valencianistes. Una de les primeres fites seria la declaració valencianista del 1918, si bé no seria fins a la Segona República espanyola que el nacionalisme valencià aconseguira certa presència política i un clima favorable a la consecució d'un estatut d'autonomia. La dictadura franquista destruí les aspiracions valencianistes, i diluí la seua tradició. Durant la dècada de 1960, Joan Fuster i Ortells proposà un nou valencianisme de tipus catalanista; estos plantejaments provocaren la reacció d'un sector del valencianisme encapçalat per Aldert i Casp, que veien en els plantejaments de Fuster no el tradicional agermanament amb Catalunya, sinó un sotmetiment. La divisió interna del valencianisme vingué aparellada amb la intervenció del nacionalisme espanyol, que trobà en els plantejaments del pancatalanisme un argumentari idoni per atacar el catalanisme i, al mateix temps, debilitar el valencianisme des de dins en la seua reivindicació de nacionalitat històrica durant el procés estatutari i de recuperació nacional; els episodis més virulents d'aquest conflicte foren coneguts amb el nom de Batalla de València.

#### Conflicte lingüístic valencià
Durant la dècada del 1980, sorgí el moviment regionalista anomenat blaverisme, caracteritzat per l'espanyolisme i l'anticatalanisme, que s'agrupà políticament a l'entorn del partit Unió Valenciana. En la dècada del 1990, els dirigents d'aquest partit s'integraren majoritàriament en el Partit Popular i Unió Valenciana pràcticament desaparegué, i no tornà a obtenir representació política en les corts valencianes. A principis del segle xxi, Juan García Sentandreu intentà ressuscitar al blaverisme formant el partit Coalició Valenciana, incidint com en el segle passat en l'espanyolisme i l'anticatalanisme, però estos plantejament marginals en la societat valenciana actual fracassaren; el partit mai no obtingué representació parlamentària, i acabà per dissoldre's el 2011.
Hui en dia, els acadèmics valencians de l'Acadèmia Valenciana de la Llengua han normalitzat el valencià deixant clar que «valencià» i «català» són dues denominacions sinònimes i equivalents per a «un mateix sistema lingüístic», sentència filològica que ha estat ratificada legalment per diverses sentències judicials del Tribunal Suprem. El valencianisme polític està representat en les corts valencianes per la Coalició Compromís. Segons els estatuts aprovats pel principal partit de la coalició, el Bloc Nacionalista Valencià, el 2009, un dels seus objectius és: "L'assoliment de la plena sobirania nacional del poble valencià", si bé contempla la possibilitat d'associar-se amb els territoris amb què el País Valencià comparteix "una mateixa llengua, cultura o història".

### Seglexxi
Des del 2012 fins almenys el 2018 hi ha hagut un creixement de casos de sinistralitat laboral. A la dècada del 2010, hi sorgí un pensament convençut d'una discriminació financera cap al País Valencià al repartiment fet per l'Estat Espanyol.
Des del 2013 fins al 2018 la taxa de desocupació va descendir, descendint en desigualtat per sexe, sent menys favorable a les dones.
El Partit Popular de la Comunitat Valenciana tingué un domini prolongat de les eleccions autonòmiques i municipals caracteritzat pels esquitxos dels casos de corrupció investigats. També va destacar per la censura dels artistes i periodistes crítics en els espais públics. Així, després de 20 anys governant la Comunitat Valenciana, el Partit Popular de la Comunitat Valenciana va ser apartat del govern amb la victòria mitjançant un pacte entre Compromís, PSPV i Podem. Els anys de govern d'aquest partit suposà deixar al nou govern una sèrie de deutes de conseqüències d'alta durada.
El canvi de govern es va caracteritzar per ser un blanc de recursos d'inconstitucionalitat per part del govern central de M. Rajoy (Partit Popular). Les lleis aprovades pel govern valencià que foren blanc d'aquests recursos eren: la Llei de la Funció Social de l'Habitatge, el Decret de Sanitat Universal, la llei de pobresa energètica i la llei de designació de senadors.
El 2016 el comerç va començar a recuperar-se de la crisi econòmica. El maig de 2016, el Tribunal Constitucional tombà la Llei 10/2007, de 20 de març, de règim econòmic matrimonial valencià, una llei que possibilitaria un Codi civil valencià propi, que està autoritzat per l'Estatut d'Autonomia.
El primer trimestre del 2017 va rebre 261,3 milions d'euros d'inversió estrangera, un 461% respecte el primer trimestre del 2016. El sector immobiliari va decréixer un 68%.
L'octubre de 2017, el conseller Vicent Marzà presentà el Pla Edificant, un pla per tirar endavant la construcció de centres educatius que estaven aleshores en barracons. El pla consisteix en delegar la competència de construcció en els ajuntaments pretenent agilitzar la burocràcia. La inversió inicial fou de 700 milions d'euros. Al principi de 2018, la conselleria signà resolucions per a delegar a vint ajuntaments trenta-u centres per millorar o ampliar. La conselleria va dir que tenia la previsió per al 2019 que no hagueren centres educatius amb tota l'estructura en barracons. L'abril de 2019 s'amplià la inversió per al pla fins a arribar a 1.000 milions d'euros.
La nit del 13 de setembre de 2017 es va fer a les Corts Valencianes el Debat de Política General de la Comunitat Valenciana. En aquest, el Partit Popular de la Comunitat Valenciana va presentar 1.311 propostes, de les quals moltes demanaven coses que ja s'havien fet (com declarar castells Béns d'Interès Cultural) o estaven directament en blanc (concretament unes 155).
El 2018 el Bloc i el PSPV, dos partit polític valencians aleshores en el govern, foren investigats per suposat finançament irregular comés entre el 2007 i el 2011. El divendres 13 d'abril es va conèixer l'auto del jutjat que investiga el cas. L'Agència Valenciana Antifrau criticà negativament al Bloc i el PSPV que s'escudaren en aquest acte que determina una possible prescripció dels delictes per no examinar els seus comptes. Mónica Oltra, aleshores vicepresidenta de la Generalitat Valenciana, exigí al Bloc que aclarira els seus comptes.
El febrer de 2018 el Partit Popular de la Comunitat Valenciana presentà una denuncia acusant la Conselleria d'Igualtat i Polítiques Inclusives de fraccionar contractes i pagaments per via d'enriquiment injust que constitueixen 43 milions d'euros. L'abril del mateix any la investigació judicial va concloure que no hi havia cap il·legalitat penal en l'activitat de la conselleria.
El 26 de maig de 2018 a València es va fer una manifestació per a denunciar la falta de cas del món rural per part dels polítics. Entre les defenses de l'àmbit rural estaven la tauromàquia i la caça. Hi van participar membres del PSPV i el PPCV.
L'abril de 2019, l'AIReF avisà que l'estabilitat financera de la Comunitat Valenciana no s'estava complint durant els dos últims anys, sent l'única comunitat autònoma en aquesta situació. L'informe comenta que hi havia encara marge per a complir l'objectiu d'estabilitat financera si reacciona a temps i que el Ministeri d'Hisenda l'avalue per a "poder establir una senda de consolidació fiscal aconseguible i realista".